# Ил-46
Ил-46 — опытный околозвуковой бомбардировщик дальнего радиуса действия. Представлял собой увеличенный вариант бомбардировщика Ил-28. В серию не пошёл из-за худших, по сравнению с Ту-16, характеристик.

## История создания
Бомбардировщик Ил-46 был разработан в ОКБ С. В. Ильюшина после очередного пересмотра требований военных к тактическому бомбардировщику. В рамках данного проекта ОКБ Ильюшина ранее разработало проекты бомбардировщиков Ил-30, Ил-38 и Ил-40. Ильюшин получил противоречивые данные по испытаниям опытного бомбардировщика Ил-30: крыло высокой стреловидности позволяло достигать высоких скоростей, прямое же, как на Ил-28, увеличивало дальность полёта. Было принято решение строить самолет с прямым крылом.
Техническое задание включало в себя требование мощной плотности огня спереди, однако Ильюшину удалось убедить военных в избыточности нескольких турелей. В результате в составе оборонительного вооружения осталось только четыре пушки НС-23, из которых две находились в хвостовой турели. Её наведение в условиях недостаточной видимости предполагалось с помощью небольшого радара ПРС-1 «Аргон», размещенного на верхушке вертикального стабилизатора в каплевидном обтекателе (на прототипе не устанавливался). В качестве двигателей использовались два АЛ-5 Люльки, расположенные в мотогондолах.
Первый полёт выполнен 3 марта 1952 года. Лётчиком-испытателем являлся Владимир Коккинаки, давший высокую оценку самолёту. За время заводских испытаний прототип выполнил 53 полета общей длительностью 91 часа. Незадолго до завершения государственных испытаний самолёт был ремоторизован форсированным вариантом двигателя Люльки АЛ-5Ф. Испытания были признаны завершившимися 15 октября 1952 года.
По сравнению с Ил-28 бомбовая нагрузка удвоилась, максимальная скорость была увеличена на 30 километров в час. Несмотря на то, что ОКБ разрабатывало вариант Ил-46С со стреловидным крылом, предпочтение было отдано Ту-16, как имеющему более высокие лётные характеристики.
Модели обеих вариантов находятся в экспозиции Центрального Музея вооруженных сил

## Описание конструкции[5]
Фюзеляж - на большей части длины имел эллиптическое поперечное сечение. Носовая часть обтекатель с остеклением передней кабины. Позади нее фонарь второй кабины. В хвостовой части фюзеляжа кормовая кабина, являющаяся основанием киля. В носовой части размещалась кабина штурмана, отвечавшего за использование бомбового вооружения. Сразу за ней кабина пилота. Две кабины соединялись проходом вдоль правого борта. За кабинами приборный отсек со всей основной аппаратурой. В центральной части фюзеляжа размещался грузовой отсек и топливные баки. В корме кабина стрелка.
Крыло - с прямой передней кромкой, задняя крока с отрицательной стреловидностью. Под крылом крепились две гондолы двигателей. Между фюзеляжем и мотогондолой помещались закрылки большой площади, на внешней части крыла устанавливались элероны.
Хвостовое оперение - на верхней части фюзеляжа крепился киль с большой стреловидностью передней кромки, оснащенной рулем направления. Стабилизатор стреловидный, оснащенный рулями высоты.
Двигатели - два турбореактивных двигателя АЛ-5. Двигатели с осевым компрессором и тягой до 5 000 кгс. Двигатель размещался под крылом, внутри гондолы обтекаемой формы. Система подачи топлива автономная, к правому двигателю топливо подавалось из передних баков, а к левому из задних. Двигательные отсеки оснащались системой пожаротушения.
Шасси - трехточечное. Под кабиной пилота располагалась передняя стойка с двумя колесами малого диаметра. Основные опоры располагались под гондолами и имели два крупных колеса, что обеспечивало посадку на грунтовые аэродромы. 
Радиоэлектронное оборудование - обзорно-прицельная радиолокационная станция, ее антенна располагалась на днище фюзеляжа перед бомболюком и прикрывалась обтекателем. Также на самолете были установлены современные средства связи и навигации.
Самолет управлялся экипажем из трех человек. Все кабины были герметичными и комплектовались кислородным оборудованием. Рабочие места были защищены бронированием.

## Вооружение

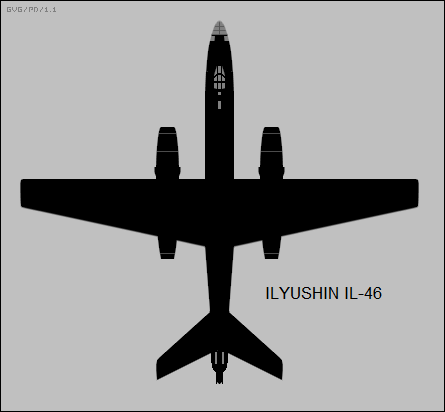
Силуэт Ил-46, вид сверху

Самолёт нёс четыре пушки НС-23 конструкции Нудельмана-Суранова. Две из них были расположены под остеклением кабины штурмана неподвижно, ещё две — в хвостовой оборонительной турели. Бомбовая нагрузка могла варьироваться в пределах 3-6 тонн.

## Модификации
| Название модели | Краткие характеристики, отличия. |
| --------------- | --- |
| Ил-46С          | Вариант со стреловидным крылом. Отличался от первого только крылом, компоновкой фюзеляжа в месте его стыка с крылом и увеличенной до 7,8 м длиной бомбоотсека. В связи с закрытием всех работ по Ил-46, не вышел из «бумажной» стадии. |